# Pečárka polní

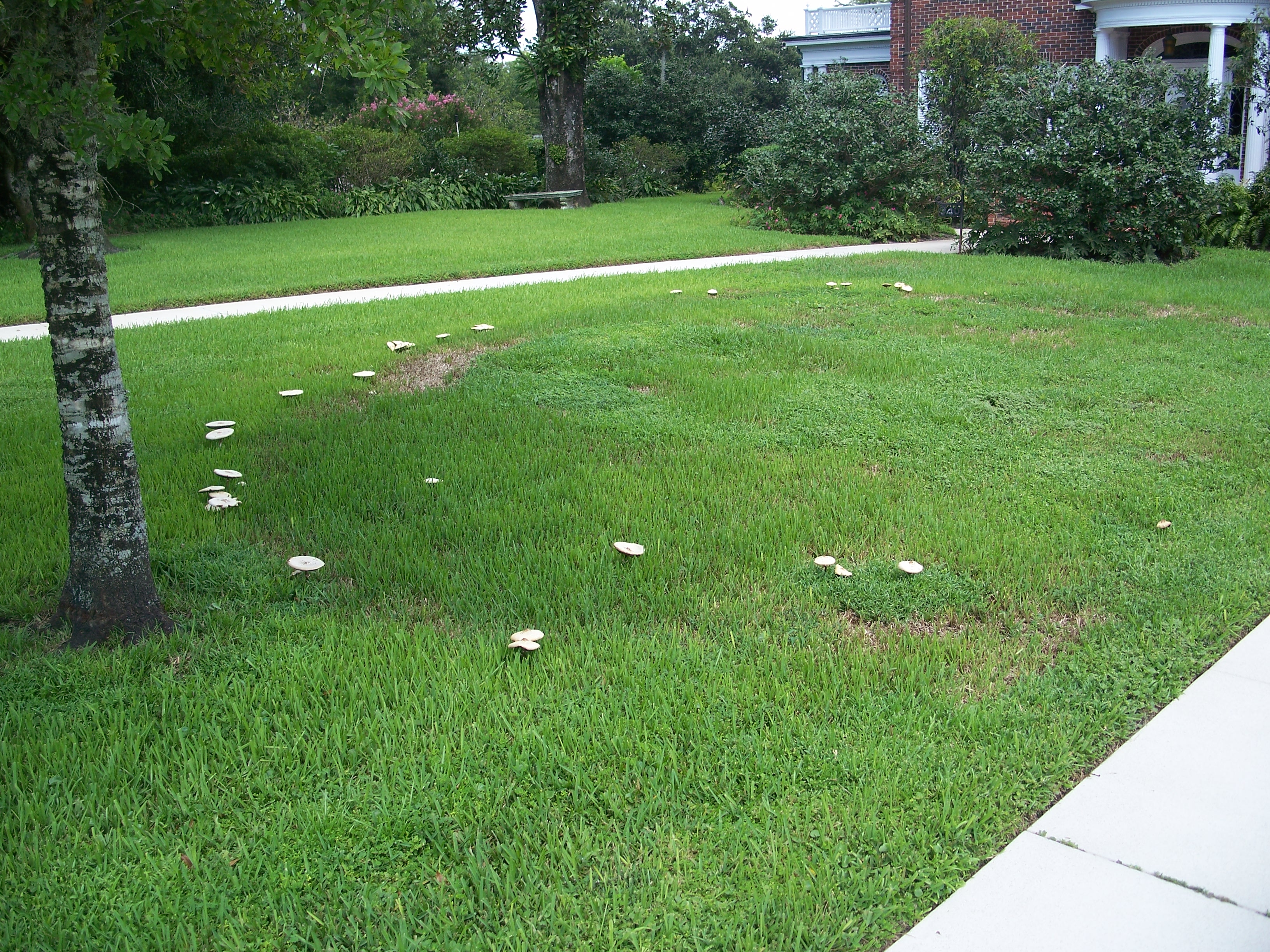
Žampion polní je druhem, který často roste v kruhu, v útvaru známém pod označením „čarodějný kruh“

Pečárka polní (Agaricus campestris) je stopkovýtrusná houba z čeledi pečárkovité (Agaricaceae). Má řadu synonym jako Agaricus campester, Pratella campestris, P. campester, P. flocculosa či žampion polní (Agaricus campestris). Poslední jmenovaný druh je ale prý mylně s tímto druhem spojován, neboť se dnes jedná o synonymum k pěstované pečárce pečárka dvouvýtrusá (A. bisporus). Tak mohlo docházet i k přesvědčení, že pečárka polní je pěstovanou houbou. Bližší studie však nebyly provedeny, a tak je i toto tvrzení nejisté.

## Popis
Jako většinu ostatních hub i pečárku polní odlišujeme od ostatních podle plodnic. Ta se skládá ze třeně a klobouku, který má zespodu lupeny. Pečárky mají ještě navíc blanitý prstenec, který v mládí kryje vyvíjející se lupeny. Plodnice je tedy v mládí bílá s kulovým kloboukem zakrytým zespoda taktéž bílým závojem. S růstem houby se závoj trhá a zůstává již pak v podobě pomačkaného prstence bílé či jemně nažloutlé barvy, který snadno odpadá. Klobouk se postupně zvětšuje k obvodu, roste tedy jeho průměr a klesá výška. V průměru mívá 4–12 cm. Z počátku hedvábně vláknitý, později šupinkatě rozpraskaný s promáčklinami nažloutlými a nahnědlými. Lupeny jsou z počátku narůžovělé, postupně se stářím mění barvu do masové červené, koncem života pak do tmavo- až černohněda. Třeň bývá 5–10 cm dlouhý, tlustě válcovitý a 2–4 cm široký. Buď je čistě bílý, nebo narůžovělý, později ve stáří u báze rezavý či nahnědlý a u klobouku mírně zúžený.
Dužnina je po zranění bílá, nebo mění svoji barvu dorůžova. Má příjemnou vůni a chuť.
Výtrusy jsou kapkového tvaru 7–8 × 4–5 μm veliké, hnědé.

## Výskyt
Vyskytuje se na hnojených travnatých ekosystémech mírného pásu, to jest na loukách a v příkopech; roste i na polích (jako jsou strniště) či na kompostech. Příležitostně též v zahradách. Pilát In Staněk ale uvádí, že Psalliota campestris (někdy synonymum pro A. campestris) je houba žijící v soužití trávami, tudíž pečárky rostoucí například na kompostech musí být jiným druhem.

## Ekologie
Roste jak jednotlivě, tak v útvarech označovaných jako čarodějné kruhy.

## Rozmnožování
Sbírá se od května do listopadu po velkých deštích, kdy se objevují jeho plodnice.

## Taxonomie
Základním rozlišovacím znakem pečárek od ostatních hub je, že se spory, respektive výtrusy tvoří na povrchu bazidií, které se nalézají na lupenech či v rourkách ze spodní strany klobouku. Tyto houby se proto zařazují v systému do třídy stopkovýtrusých (protože se bazidiospora tvoří na stopce), vědecky Basidiomycetes. Na rozdíl od toho vřeckovýtrusé houby (Ascomycetes) vytvářejí výtrusy (askopsory) uvnitř vřecek, od kterých se po splynutí jader oddělují.
Od tříd dolů jsou s fylogenetickým zařazením hub problémy a často se houby přeřazují z jednoho rodu do druhého a z jedné fylogenetické větve do jiné. Dříve se houby do taxonů řadily hlavně podle popisu plodnic, později i spor a mycélia. V poslední době se používají laboratorní metody porovnávající DNA. I přesto nejsou všechny houby z toho úhlu pohledu ještě popsány a porovnány s ostatními. Navíc je říše hub dosti proměnlivá a stále jsou objevovány druhy další. V případě pečárkotvarých (Agaricales) byly stejným znakem po století lupeny. S postupem rozvoje mykologie však vznikly i jiné řády s lupenitými houbami.
Co se týká čeledi pečárkovité (Agaricaceae), tak zde z několika studií vyplývá, že jsou to houby úzce příbuzné čeledím lanýžovité (Hydnangiaceae), Cystodermateae, hnízdovkovité (Nidulariaceae), křehutkovité (Psathyrellaceae), slzečníkovité (Bolbitiaceae) a pavučincovité (Cortinariaceae). Do stejné fylogenetické větve agarikoidních hub patří i čeledi Inocybaceae, Crepidotaceae, Tubarie, Panaeoleae, límcovkovité (Strophariaceae), hlízovité (Hymenogasteraceae) a Gymnopileae, které se však rozdělují do několika pokročilejších vývojových větví.
Do rodu pečárka (Agaricus) se pak obecně řadily druhy podobné kloboukem s nevýrazným zbarvením. V poslední době ale přibývá studií, které současné taxonomické zařazení mění. Přesto však je rod Pečárky velmi málo probádaným rodem.
Přesné rozlišovací znaky této houby nejsou známy. Snad jen to, že roste v travnatých ekosystémech a je úzce příbuzná k pěstované pečárce zahradní. Neuvádí se však jak. Dále je známo několik velmi podobných druhů, které mohou být identické. Problém tedy při sběru pečárek polních není, ale konkrétní určení druhu může být problematické až nepřesné. Synonyma pro pečárku polní (A. campestris) tak jsou Agaricus campester, Pratella campestris, P. campester, P. flocculosa či žampion polní. Již dříve zmíněný druh Psalliota campestris, někdy česky nazývaný pečárka polní, byl často zaměňován právě za pěstovaný druh pečárka dvouvýtrusá (A. campestris). Později to bylo ale popřeno s tím, že tento druh žije pouze v symbióze s trávami a jedná se o pečárku polní.
Dalším problémem při popisu pečárek je taxonomie, kdy na rozdíl od vědeckého názvosloví české vyžaduje i pro druhy dvouslovný název – jeden označující rod a druhý druh, ale není standardizován. Proto se mezi odbornou veřejností používá vědecké klasifikace a označení.

## Hospodářské využití
Pečárka polní (A. campestris) je sbírána pouze k vlastní spotřebě. Například v České republice není její výkup a následný prodej povolen. V průmyslové výrobě je nahrazen hlavně bílou formou pečárky dvouvýtrusé (A. bisporus), někdy označované jako pečárka zahradní (A. hortensis).

## Gastronomie
Stejně jako tržní pečárka dvouvýtrusá (A. bisporus) je i pečárka polní jedlá chutná houba využívaná široce v gastronomii.

## Galerie

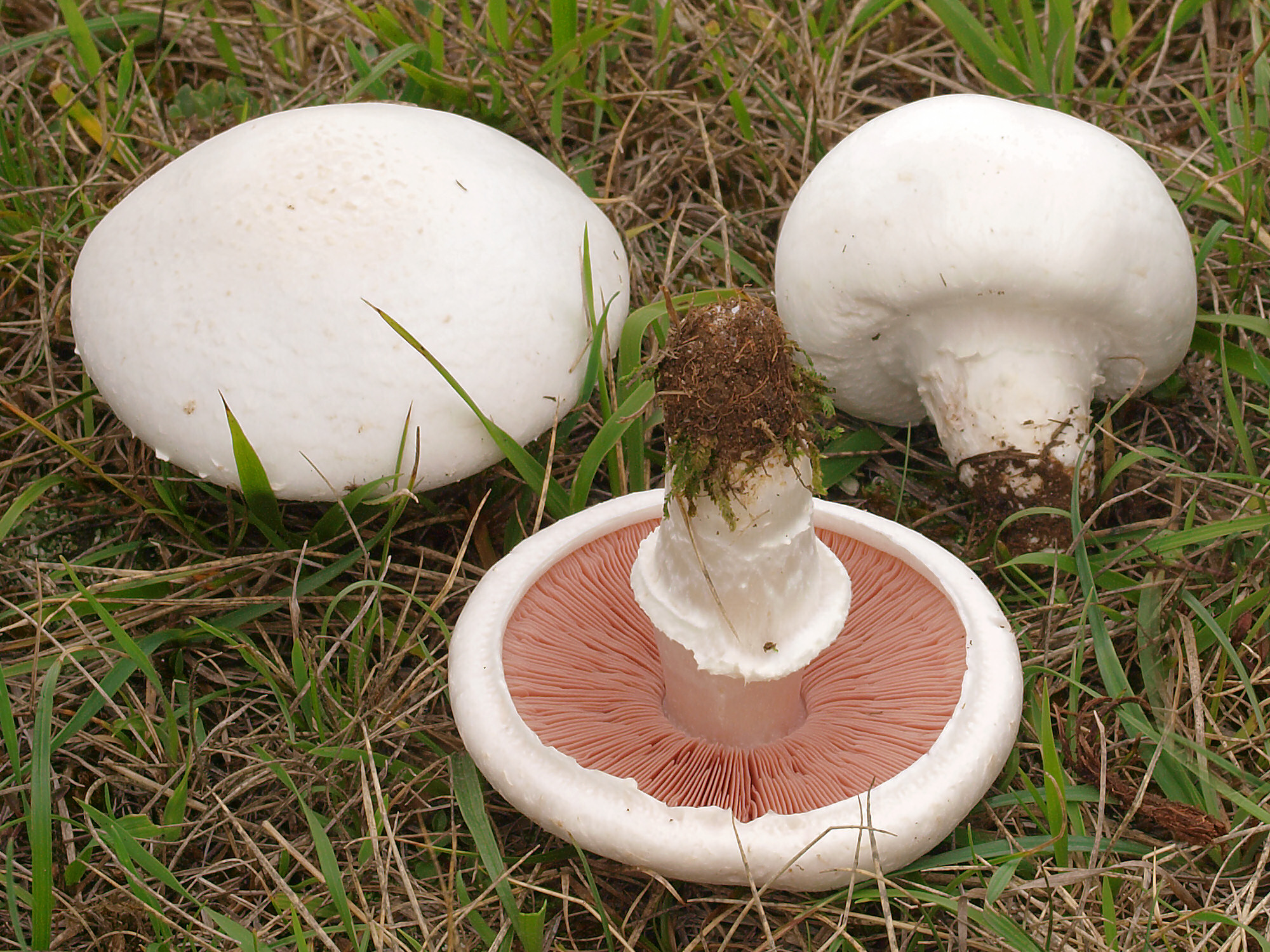
mladé plodnice
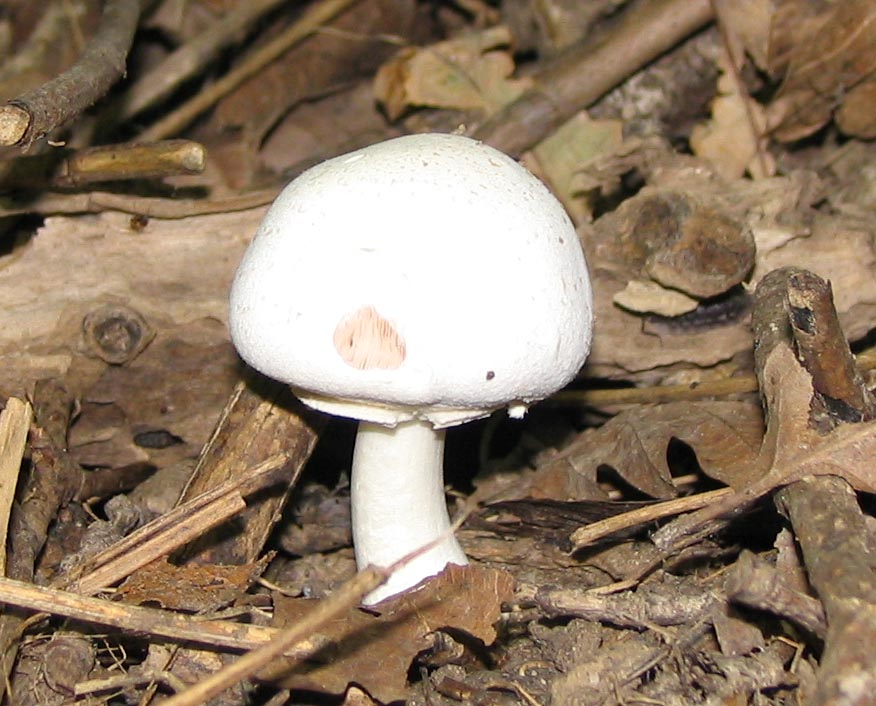
mladá plodnice detail
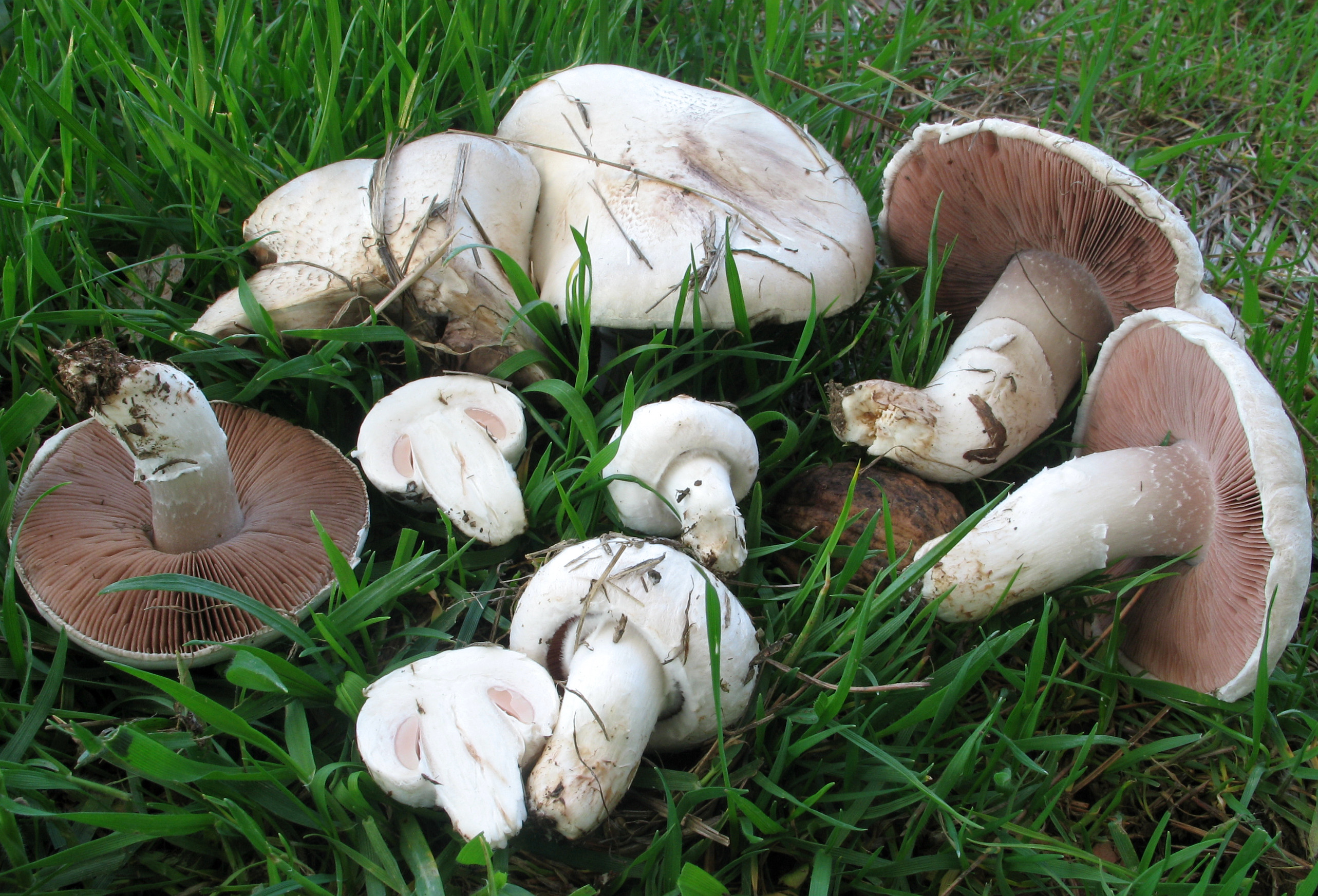
plodnice různého stáří
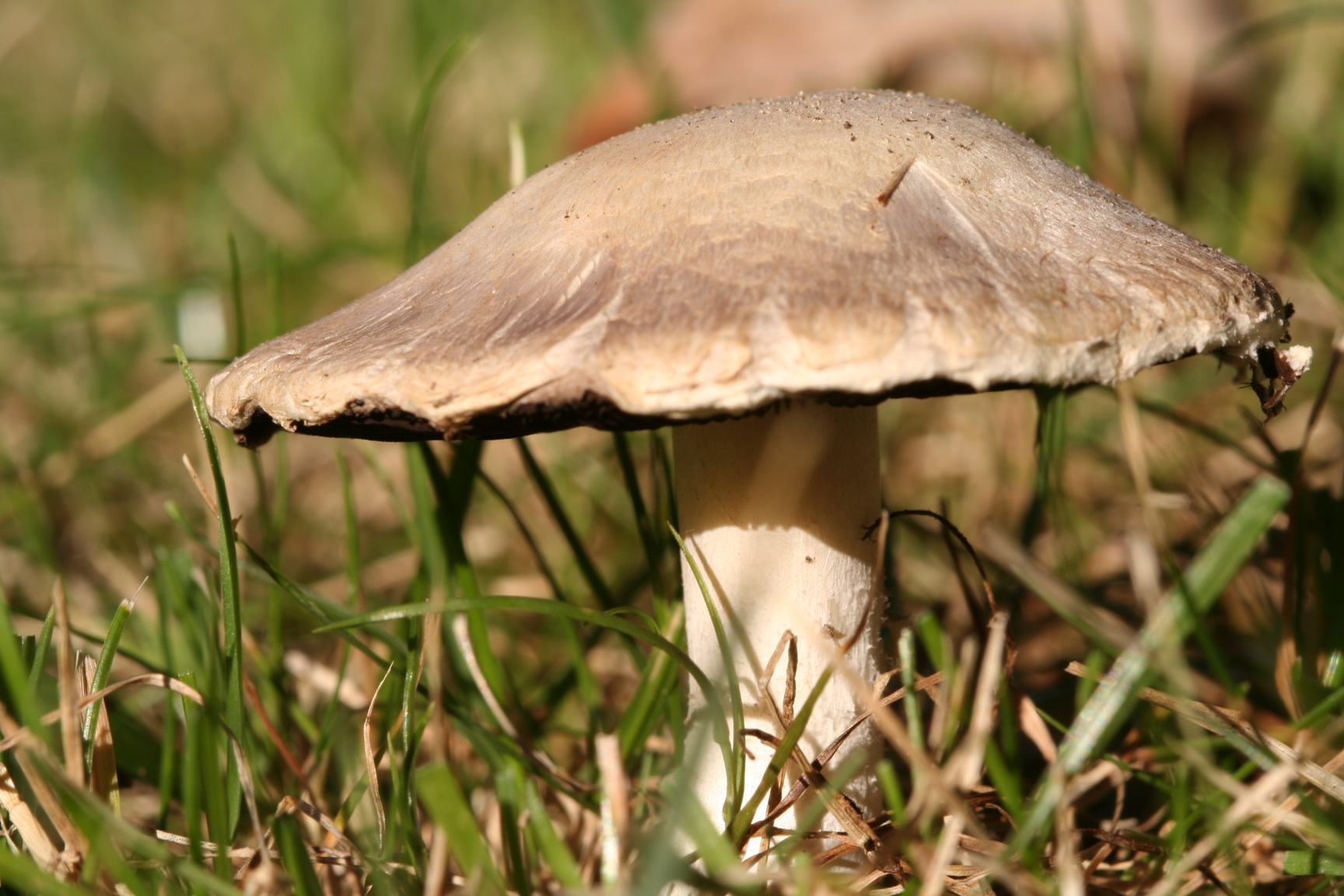
klobouk starší plodnice
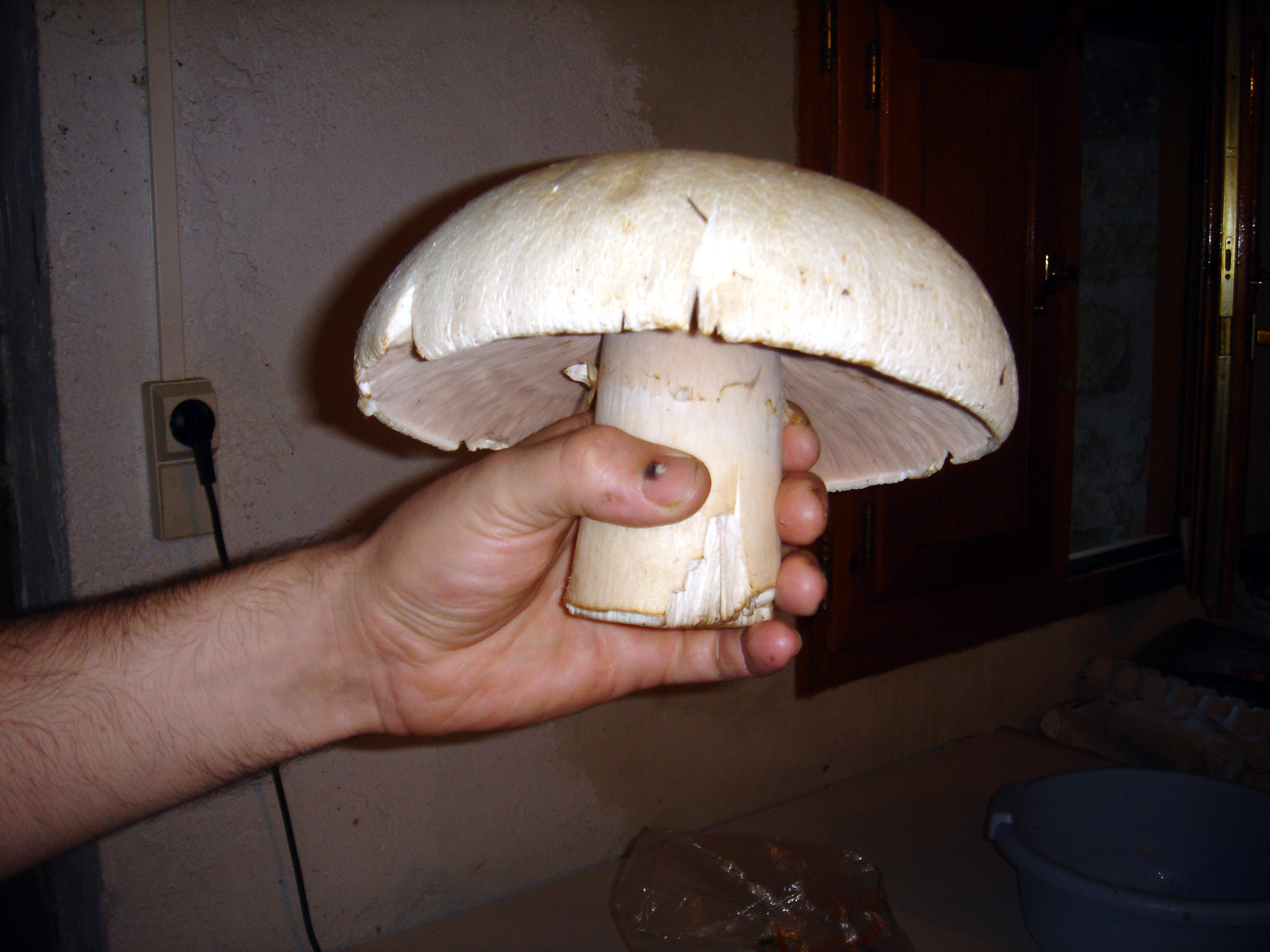
velká plodnice
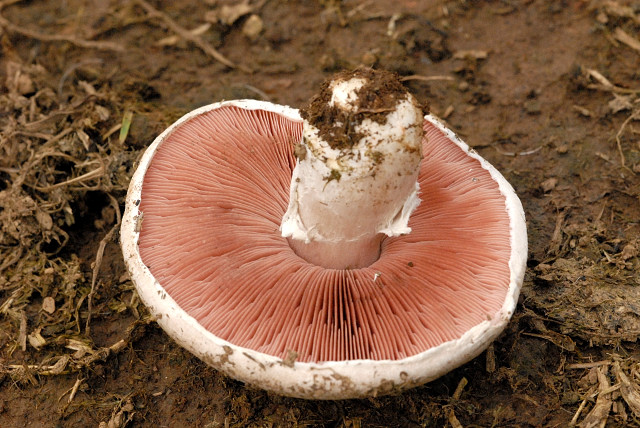
plodnice zespodu
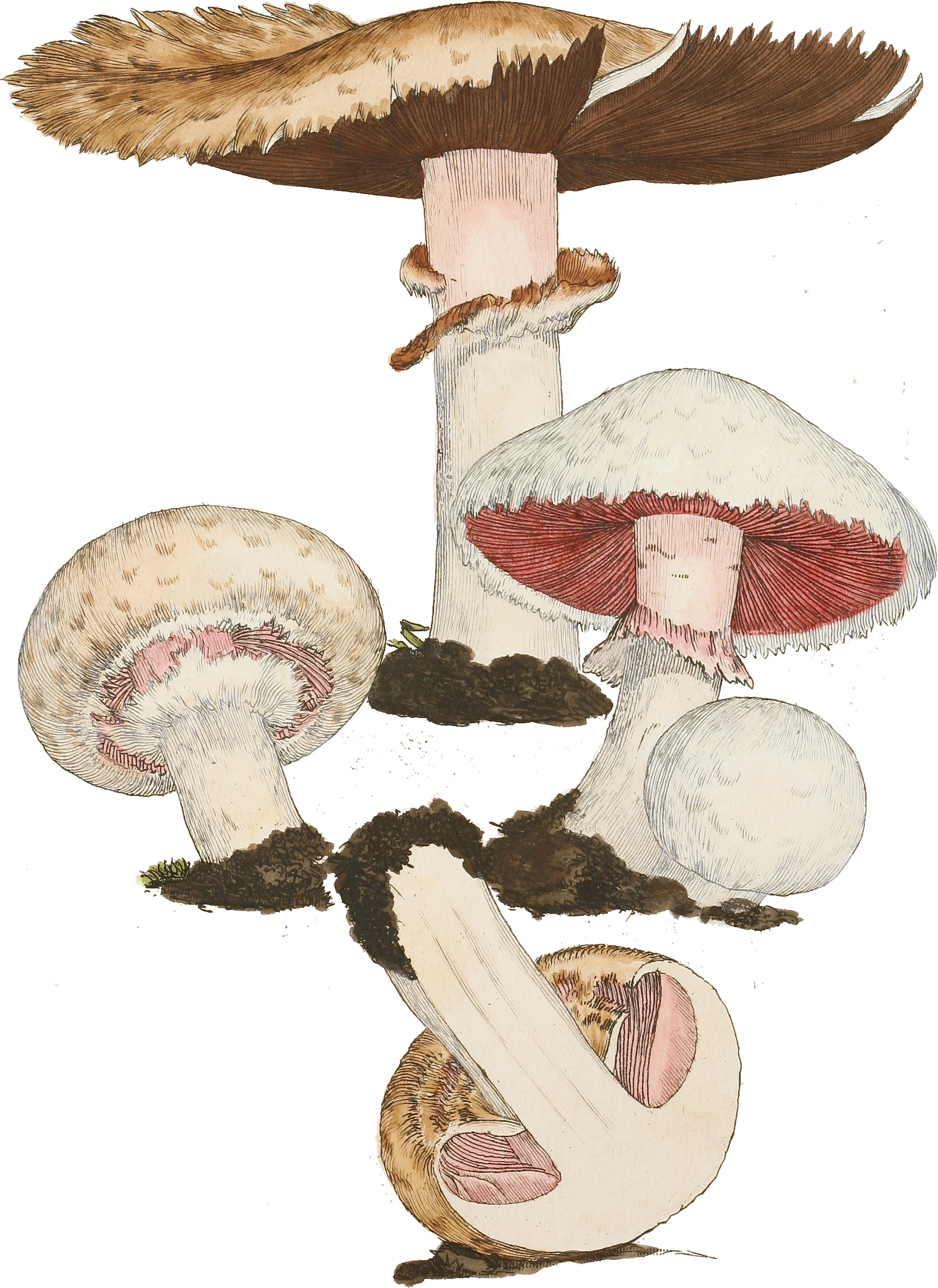
ilustrace
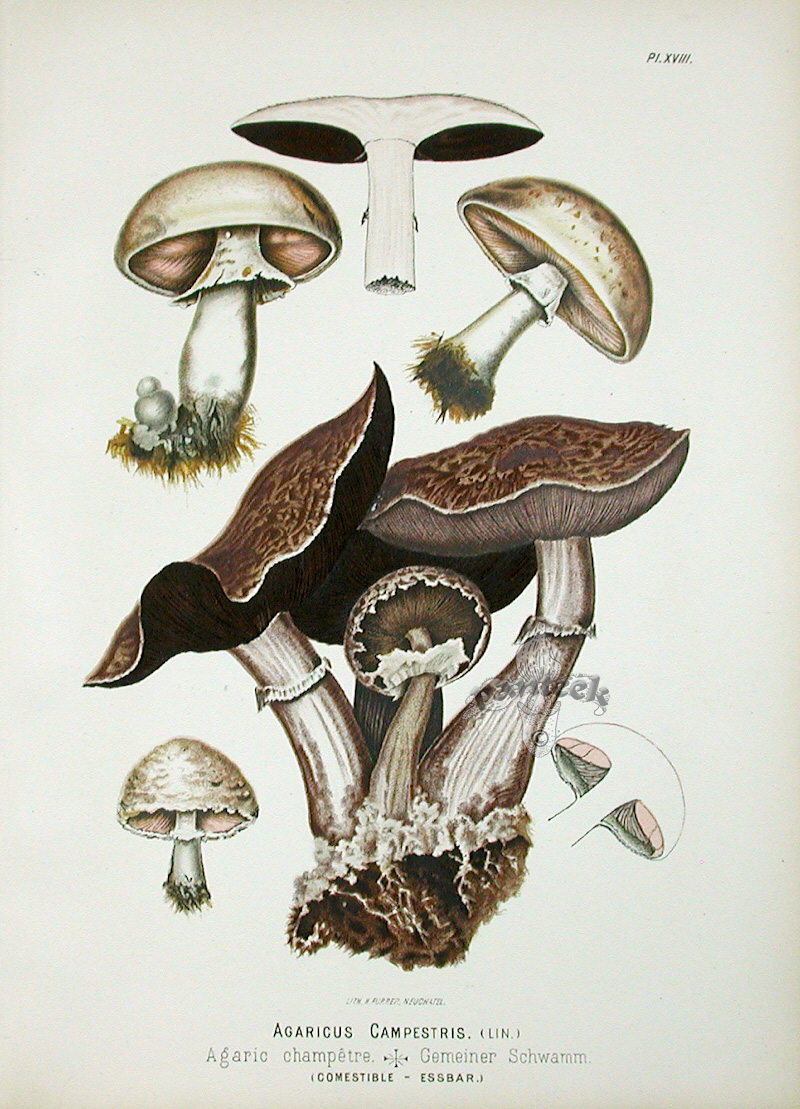
ilustrace